# Brodawkonos duży
Brodawkonos duży, brodawkonos (Rhinopoma microphyllum) – gatunek ssaka z rodziny brodawkonosowatych (Rhinopomatidae).

## Taksonomia
Gatunek po raz pierwszy zgodnie z zasadami nazewnictwa binominalnego opisał w Morten Thrane Brünnich nadając mu nazwę Vespertilio microphyllus. Holotyp pochodził z Gizy, w Egipcie. 
Chociaż rozpoznano sześć allopatrycznych podgatunków R. microphyllum, formy lokalne mają tylko niewielkie różnice w cechach morfologicznych i prawie brak zmienności w cytochromie b. Potrzebne są dalsze badania taksonomiczne i rewizje, ponieważ niektóre populacje wydają się różnić średnią wielkością ciała i sygnałami filogeograficznymi z mtCR. Autorzy Illustrated Checklist of the Mammals of the World uznają ten gatunek za monotypowy. 

### Etymologia
- Rhinopoma: gr. ῥις rhis, ῥινος rhinos „nos”; πωμα pōma, πωματος pōmatos „pokrywa”[19].
- microphyllum: gr. μικρος mikros „mały”[20]; φυλλον phullon „liść”[21].

### Nazewnictwo zwyczajowe
W polskiej literaturze zoologicznej gatunek R. microphyllum był oznaczany nazwą „brodawkonos”. W wydanej w 2015 roku przez Muzeum i Instytut Zoologii Polskiej Akademii Nauk publikacji „Polskie nazewnictwo ssaków świata” gatunkowi nadano nazwę „brodawkonos duży”, rezerwując nazwę „brodawkonos” dla rodzaju tych nietoperzy.

## Zasięg występowania
Brodawkonos duży występuje w północno-zachodniej Afryce, Sahelu i Dolinie Nilu, na wschód przez Bliski Wschód i zachodnią Arabię do północno-zachodnich i środkowych Indii (od wschodu do wschodniego Madhva Pradesh, 80° E); być może zamieszkuje również wschodnie i południowo-wschodnie Indie (na podstawie czterech, głównie historycznych zapisów). Podobno pospolity w Bangladeszu (co zostało jednak obalone przez ostatnie doniesienia) i utrzymany na listach gatunków w Mjanmie, Tajlandii i w Sumatrze, bez poparcia żadnymi najnowszymi danymi.

## Morfologia
Długość ciała (bez ogona) 78–81 mm, długość ogona 48–85 mm, długość ucha 19–22 mm, długość tylnej stopy 13–17 mm, długość przedramienia 57–74 mm; masa ciała 14–40 g. 

## Ekologia

### Tryb życia
Wielkie kolonie złożone z tysięcy brodawkonosów dużych śpią w ciągu dnia w ruinach dużych budynków, często w świątyniach lub pałacach. Żywią się tylko owadami. Gdy w zimnej porze roku na ich terenach brakuje pokarmu, to wtedy zapadają w sen zimowy. Przed zapadnięciem w sen gromadzą zapasy tłuszczu, które mogą ważyć tyle ile waży sam osobnik. Dzięki nim zwierzęta te mogą obyć się bez pokarmu, nawet do kilku tygodni. Podczas snu zimowego, zapasy te zostają całkowicie zużyte.

### Rozmnażanie
Okres godowy brodawkonosa dużego przypada na początek wiosny. Samica po ciąży trwającej około 4 miesięcy wydaje na świat jedno młode, które przestaje ssać mleko po 8 tygodniach. Dojrzałość płciową osiągają dopiero po ukończeniu 2 roku życia.